# Artère buccale
 (août 2025).
Si vous disposez d'ouvrages ou d'articles de référence ou si vous connaissez des sites web de qualité traitant du thème abordé ici, merci de compléter l'article en donnant les références utiles à sa vérifiabilité et en les liant à la section « Notes et références ».
L'artère buccale est une petite artère systémique paire de la tête. Elle vascularise la joue et le muscle buccinateur.

## Origine
L'artère buccale nait de la deuxième portion de l'artère maxillaire.

## Trajet
L'artère buccale descend vers l'avant accompagnée du nerf buccal entre le muscle ptérygoïdien médial et l'insertion du muscle temporal, puis sur la face externe du muscle buccinateur.
Elle fournit des rameaux de vascularisation pour ce dernier muscle, la muqueuse, la peau et le corps adipeux de la joue.
Elle s'anastomose avec l'artère angulaire, l'artère alvéolaire supérieure postérieure et l'artère infra-orbitaire.